# Нуреддін Махмуд
Нуреддін Махмуд (араб. نور الدين محمود; 1899—1981) — іракський політик, прем'єр-міністр країни від кінця 1952 до початку 1953 року.